# تینگوورا
تینگوورا (به انگلیسی: Tingoora) یک شهرک در استرالیا است که در کوئینزلند واقع شده‌است.